# یواس‌اس اوتر (دی‌ئی-۲۱۰)
یواس‌اس اوتر (دی‌ئی-۲۱۰) (به انگلیسی: USS Otter (DE-210)) یک کشتی بود که طول آن ۳۰۶ فوت (۹۳ متر) بود. این کشتی در سال ۱۹۴۳ ساخته شد.